# Wasting Love
A Wasting Love az Iron Maiden brit heavy metal együttes dala az 1992-ben megjelent Fear of the Dark című albumról. Bruce Dickinson és Janick Gers lírai szerzeményét az EMI egyedül Hollandiában adta ki kislemezen – CD maxi-single formában – épp az európai lemezbemutató turné holland dátumát megelőző napon, szeptember 1-jén. A dal nem szerepelt egyetlen slágerlistán sem, viszont hivatalos videóklipet készítettek hozzá.
A Wasting Love mellett az EP-re három koncertfelvétel került fel, az 1990-es No Prayer for the Dying album három dala. Ugyanúgy, mint korábban a From Here to Eternity kislemeznél, ezek a felvételek is a No Prayer on the Road turné 1990. december 17-i állomásán készültek a Wembley Arenában, Londonban.
A Wasting Love-ot csak a Fear of the Dark album turnéján játszották, de a lemezbemutató turnét megörökítő mindkét 1993-ban kiadott koncertalbumon (A Real Live One, Live at Donington) szerepel a dal.

## Számlista
CD maxi-single
1. Wasting Love (Bruce Dickinson, Janick Gers) – 4:55
2. Tailgunner (Live at Wembley Arena, 1990) (Dickinson, Steve Harris) – 4:04
3. Holy Smoke (Live at Wembley Arena, 1990) (Dickinson, Harris) – 3:34
4. The Assassin (Live at Wembley Arena, 1990) (Harris) – 4:25

## Közreműködők
- Bruce Dickinson – ének
- Dave Murray – gitár
- Janick Gers – gitár
- Steve Harris – basszusgitár
- Nicko McBrain – dobok